# 取得時効 (日本法)
日本法において取得時効（しゅとくじこう）とは、他人の物または財産権を一定期間継続して占有または準占有する者に、その権利を与える制度で、消滅時効とともに時効の一つである。取得時効により権利を取得することを時効取得という。

## 概要
所有権の時効取得については、民法162条に規定されており、長期の取得時効と短期の取得時効がある。長期の取得時効（同条1項）は、20年間、所有の意思をもって平穏かつ公然に他人の物を占有することによって所有権を時効により取得できるものである。また、短期の取得時効（同条2項）は、10年間、所有の意思をもって平穏かつ公然に他人の物を占有した場合で、さらに占有を始めた時に善意・無過失であった場合に認められる。
所有権以外の財産権を取得する場合については、民法163条によって規定されている。すなわち、所有権以外の財産権を自己のためにする意思をもって平穏かつ公然に20年または10年これを行使することで取得できる。20年と10年という期間の違いは所有権の場合と同様、占有を始めたときにそれが他人の財産権であると知っていれば20年で、そうとは知らず、知らないことについて過失がないならば10年である。

### 制度の存在理由
時効制度は常にその存在理由が争われるが（詳しくは時効の存在理由を参照）、取得時効の場合にも、「永続した事実状態の尊重」であるとか、「立証の困難の救済」といったことが挙げられる。しかし取得時効（ひいては時効制度全体）を一つの存在理由で説明することは困難であり、取得時効の場合には、それが機能する局面に応じて存在理由が違うと考えられている。この問題は不動産の取得時効と登記との関係で解釈上重要な働きをする。

### 取得時効の機能
取得時効が機能する場面は星野英一（民法学者、東京大学名誉教授）の研究以来、以下の三つに分類される。
1. 不動産を入手した契約は有効だが登記がない（二重譲渡などの「有効未登記型」）
2. 不動産の取得原因が無効、または存在しない（裁判で認定されなかった場合も含む。「原因無効・不存在型」）
3. 土地境界線の紛争（「境界紛争型」）

上記1と2の場合は、取引の安全（短期取得時効）又は永続した事実状態の尊重（長期取得時効）という観点から取得時効が機能しており、3の場合は、真の権利者保護の機能（長期取得時効）という観点から取得時効が機能しているという。星野説は、この取得時効の現実の機能と，本来のあるべき姿（取得時効の存在理由）とを区別すべきであるとされ，真の権利者保護という点をその存在理由として重視しており、近時の有力な見解でもある（他に石田穣、藤原弘道、草野元己などの学者が星野説の存在理由に賛成している）。なお，最近では、法政策学ないし「法と経済学」という外的視点から取得時効の存在理由にアプローチし、永続する事実状態の尊重は、社会的余剰最大化という観点（財の効率的利用の観点）から正当化されるのではないかとする見解もみられる。

## 歴史
取得時効の思想は、鎌倉時代に成立した御成敗式目で既に見られる。年紀法、あるいは知行年紀法といわれるもので、第八条にある。
一、雖帯御下文不令知行、経年序所領事、

右当知行之後過廿ヶ年者、任大将家之例、不論理非不能改替、而申知行之由、掠給御下文之輩、雖帯彼状不及叙用
これは、鎌倉幕府から知行（土地の支配）を認める文書の交付を受けていても、実際に権利を行使しなかった場合の規定である。その土地を20年間実効支配した者に対して、大将家（源頼朝）の先例通り、その支配権を正当性を問わず認めるという内容である。

## 取得時効の適用範囲
- 時効取得できる権利

所有権、地上権、永小作権、地役権、不動産賃借権など
- 時効取得できない権利

占有権、留置権、先取特権、抵当権など

## 取得時効の要件
取得時効には以下の要件が必要となる。
- 所有の意思をもった占有であること（自主占有）

「所有の意思」とは、「所有者らしく振る舞うこと」であり、所有の意思をもって行う占有を自主占有という。これに対して賃借人などは家などの目的物を「自分の所有物」として占有しているわけではない。これを他主占有という。
- 平穏・公然とした占有であること
- 他人の物であること
  - 条文上「他人の物」となっているが、自分の物であることを立証するために取得時効を主張をすることは許される[2]。また、162条について、改正前は「他人の不動産」となっていたが、不動産である必要もないと解されていた。
  - 公共用財産の時効取得については後述。
- 占有の態様に応じて要求される一定の期間にわたり占有が継続すること
  - 占有を始めたときに、それが他人の財産権であると知り、または知らないことについて過失がある場合（悪意・有過失の場合）には20年、そうとは知らず、知らないことについて過失がないならば（善意・無過失の場合）10年となる。ここにいう善意とは、積極的に自己に権利があると信じたことをいい、単なる不知では足りないとされている。また、無過失とは、そのように信じたことについて過失（不注意）がないことをいう。
  - 占有は一定期間にわたり継続しなければならない。占有者が任意にその占有を中止したり、他人によってその占有を奪われたときには時効は中断する（民法164条）。 これを自然中断という。

これらの要件を満たした上で、時効を援用すれば、取得時効が成立する。

## 取得時効の立証
取得時効を主張する者は上記の要件を立証しなければならないが、これは容易ではない。そこで法は要件が満たされていることを推定し（これは、無前提の推定、つまり、暫定真実である）、立証の負担を緩和する規定を置いている。まず民法186条1項において、占有者は「所有の意思」に基づき、「善意」で、「平穏かつ公然」に占有していると推定される。
したがって、取得時効の成立を阻もうとする者が反対事実を立証しない限り、これらの要件が満たされることになってしまう。つまり、他主占有（これは、最高裁判例によると、他主占有権原又は他主占有事情により判定される）、悪意、強暴、隠秘について、原所有者側が主張・立証責任を負う。さらに、占有が10年または20年の間継続していることを証明する場合にも、その期間の始めと終わりの時点で占有していたことを証明すればその間占有が継続していると推定される（これは、法律上の事実推定である）という形で立証の負担が緩和されている（民法186条2項）。
よって、取得時効を主張する者は、20年間の取得時効の場合、その始めと終わりの時点において自分が占有していたことを、10年の取得時効の場合にはそれに加えて、自分に所有権があると信じたことについて不注意な点がなかった（無過失であった）ことを主張立証すればよい。これに対して相手方が推定を覆すだけの事実を主張立証しない限り、取得時効が認められることになる。

## 公共用財産の時効取得
公共用財産（国または地方自治体の行政財産）については、民法で規定する財産法の規律が及ばず、原則として時効取得の適用がないものとされている。
しかし、判例によれば、公共用財産が、長年の間事実上公の目的に供用されることなく放置され、公共用財産としての形態、機能を全く喪失し、その物のうえに他人の平穏かつ公然の占有が継続したが、そのため実際上公の目的が害されるようなこともなく、もはやその物を公共用財産として維持すべき理由がなくなつた場合には、右公共用財産については、黙示的に公用が廃止されたものとして、これについて取得時効の成立を妨げないとしている。
なお、通説および国側の主張としては、自主占有を開始した時点で、公共用財産が、既に前述の要件に言う状態（既に黙示の公用廃止）であることが必要であるとしている。また国側の主張としては、公用廃止や機能喪失の有無が比較的な明確な里道、水路等は別段、普通財産のうち山林や原野については（現況の変更や特段の明示した意思表示が無い限りにおいては）、占有の事実認定が難しいために取得時効の援用は困難であると言う立場を取っている。。

## 不動産登記

### 所有権の取得時効と登記に関する判例
- 取得時効完成時の所有者に対しては、時効取得した者は登記をせずとも所有権を主張できる[5]。
- 時効により不動産の所有権を取得しても、その登記がないときは、時効完成後旧所有者から所有権を取得し登記を経た第三者に対し、その善意であると否とを問わず、所有権の取得を対抗できない。[6]。ただし、背信的悪意者は第三者に当たらない[7]。
- 取得時効完成後に第三者が所有権を承継して登記をしても、新たに取得時効が完成した場合、時効取得した者は当該第三者には登記をせずとも対抗できる[8]。
- 取得時効完成前に第三者が所有権を承継した場合、時効取得した者は登記をせずとも対抗できる[9]。

### 申請できる登記
時効による取得は原始取得とされている（民法289条及び397条参照）。しかし、所有権を時効により取得した場合に申請できる登記は所有権移転登記であって、未登記不動産についてのみ所有権保存登記を申請できる（明治44年6月22日民事414号回答）。なお、不動産の持分の時効による取得は可能であり、「時効取得」を原因とする持分全部移転登記の申請もすることができる。
また、原始取得であるので、目的不動産又は権利に付着している権利については消滅する。この消滅に係る抹消登記は職権によりできる規定が存在しないので、当事者の申請により行う。詳しい手続については抹消登記を参照。

### 登記申請情報（一部）
登記の目的（不動産登記令3条5号）は、不動産の所有権全部を時効によって取得した場合、「所有権移転」と記載する。その他の具体例については所有権移転登記を参照。
所有権以外の権利の取得の場合、順位番号を付して例えば「2番賃借権移転」のように記載する。
登記原因及びその日付（不動産登記令3条6号）のうち、登記原因は「時効取得」であり、原因日付は時効の起算日である（登記研究574-1頁）。民法144条により、時効の効力は起算日にさかのぼるからである。
起算日については争いがあり、学説は、民法140条の期間計算の原則（初日不算入）に従って「権利の占有開始の翌日」としているが、登記実務は「占有開始日」としている。初日不算入とすると、初日は不法占有となってしまうからである。
原因日付を「年月日不詳」とする登記申請は、当事者の共同申請による場合はできないが、確定判決による登記申請であり、当該判決主文又は理由中に時効取得の起算日の日付が明記されていない場合はできる。
登記申請人（不動産登記令3条1号）は、権利を得る者を登記権利者とし、権利を失う名義人を登記義務者として記載する。なお、法人が申請人となる場合、以下の事項も記載しなければならない。
- 原則として申請人たる法人の代表者の氏名（不動産登記令3条2号）
- 支配人が申請をするときは支配人の氏名[15]
- 持分会社が申請人となる場合で当該会社の代表者が法人であるときは、当該法人の商号又は名称及びその職務を行うべき者の氏名[16]。

添付情報（不動産登記規則34条1項6号、一部）は、所有権を時効取得した場合、登記原因証明情報（不動産登記法61条・不動産登記令7条1項5号ロ）、登記義務者の登記識別情報（不動産登記法22条本文）又は登記済証及び書面申請の場合には印鑑証明書（不動産登記令16条2項・不動産登記規則48条1項5号及び同規則47条3号イ(1)、同令18条2項・同規則49条2項4号及び同規則48条1項5号並びに同規則47条3号イ(1)）、登記権利者の住所証明情報（不動産登記令別表30項添付情報ロ）である。法人が申請人となる場合は更に代表者資格証明情報（不動産登記令7条1項1号）も原則として添付しなければならない。
一方、農地又は又は採草放牧地（農地法2条1項）を時効により取得した場合でも、農地法3条の許可書（不動産登記令7条1項5号ハ）を添付する必要はない。また、相続財産清算人（民法952条1項）や不在者財産管理人（民法25条1項）が登記義務者として時効取得を原因とする所有権移転登記を申請する場合、家庭裁判所の許可書（不動産登記令7条1項5号ハ）を添付しなければならない。
所有権以外の権利を時効取得した場合、登記原因証明情報、登記義務者の登記識別情報又は登記済証、法人が申請人となる場合は原則として代表者資格証明情報を添付する。印鑑証明書については、登記義務者が登記識別情報を添付できない場合にのみ添付しなければならない（不動産登記規則47条3号ハ参照）。
一方、登記権利者の住所証明情報の添付は不要である。また、農地に設定された賃借権を時効により取得した場合でも、農地法3条の許可書（不動産登記令7条1項5号ハ）を添付する必要はないとした判例がある。さらに、譲渡を許す旨の定めが登記がされていない賃借権を時効取得した場合でも、賃貸人の承諾証明情報（不動産登記令別表40項添付情報ロ）の添付は不要である。
登録免許税（不動産登記規則189条前段）は、所有権を時効取得した場合、不動産の価額の1,000分の20である（登録免許税法別表第1-1(2)ハ）。 用益物権・賃借権・採石権を時効取得した場合、不動産の価額の1,000分の10である（同第1-1(3)ニ）。担保物権を時効取得した場合、債権金額又は極度金額の1,000分の2である（同第1-1(6)ロ）。なお、端数処理など算出方法の通則については不動産登記#登録免許税を参照。